# Heilongjiang (cheval)
Pour l’article homonyme, voir Heilongjiang.
Le Heilongjiang (chinois simplifié : 黑龙江马 ; chinois traditionnel : 黑龍江馬 ; pinyin : Hēilóngjiāng mǎ) est une race chevaline originaire des plaines de Songliao (en), au Nord-Ouest du Heilongjiang en Chine. Issue de petits chevaux locaux de type mongol, la race est développée entre 1950 et 1975, année de sa reconnaissance officielle, à partir de croisements avec des chevaux Ardennais et soviétiques. Elle est destinée au travail et à la traction.

## Histoire
Il est aussi appelé Heilung Kiang.
La race est issue d'un mélange de chevaux locaux et de races étrangères, en majorité soviétiques. Le berceau se situe le long du bassin de l'Heilongjiang, dans les plaines de Songliao (en). Le grand nombre de fermes d'état motive le développement de la race, en utilisant un système de croisements complexe. Les chevaux locaux, influencés par le cheval mongol, montrent une bonne résistance aux aléas du climat mais ne sont pas considérés comme assez productifs.
La formation du Heilongjiang n'est pas connue avant 1950, mais les registres chinois donnent très précisément la population de chevaux employés en croisement pour améliorer la race locale à partir de cette année-là. 510 chevaux Ardennais, 425 traits soviétiques, 30 Vladimirs, 130 trotteurs Orlov, 79 Highkravnaya (des Pur-sangs « améliorés » importés de Russie), 143 chevaux du Don et 390 Kabardes peuplent alors les haras d'état. Les croisements s'opèrent suivant un système de rotation entre races de trait et races légères, touchant un très grand nombre d'élevages de chevaux dans la province. Des hardes de juments sont placées volontairement avec un étalon de croisement, puis l'insémination artificielle accélère le développement du Heilongjiang. La race montre surtout l'influence de l'Ardennais, du trotteur Orlov et du Highkravnaya.

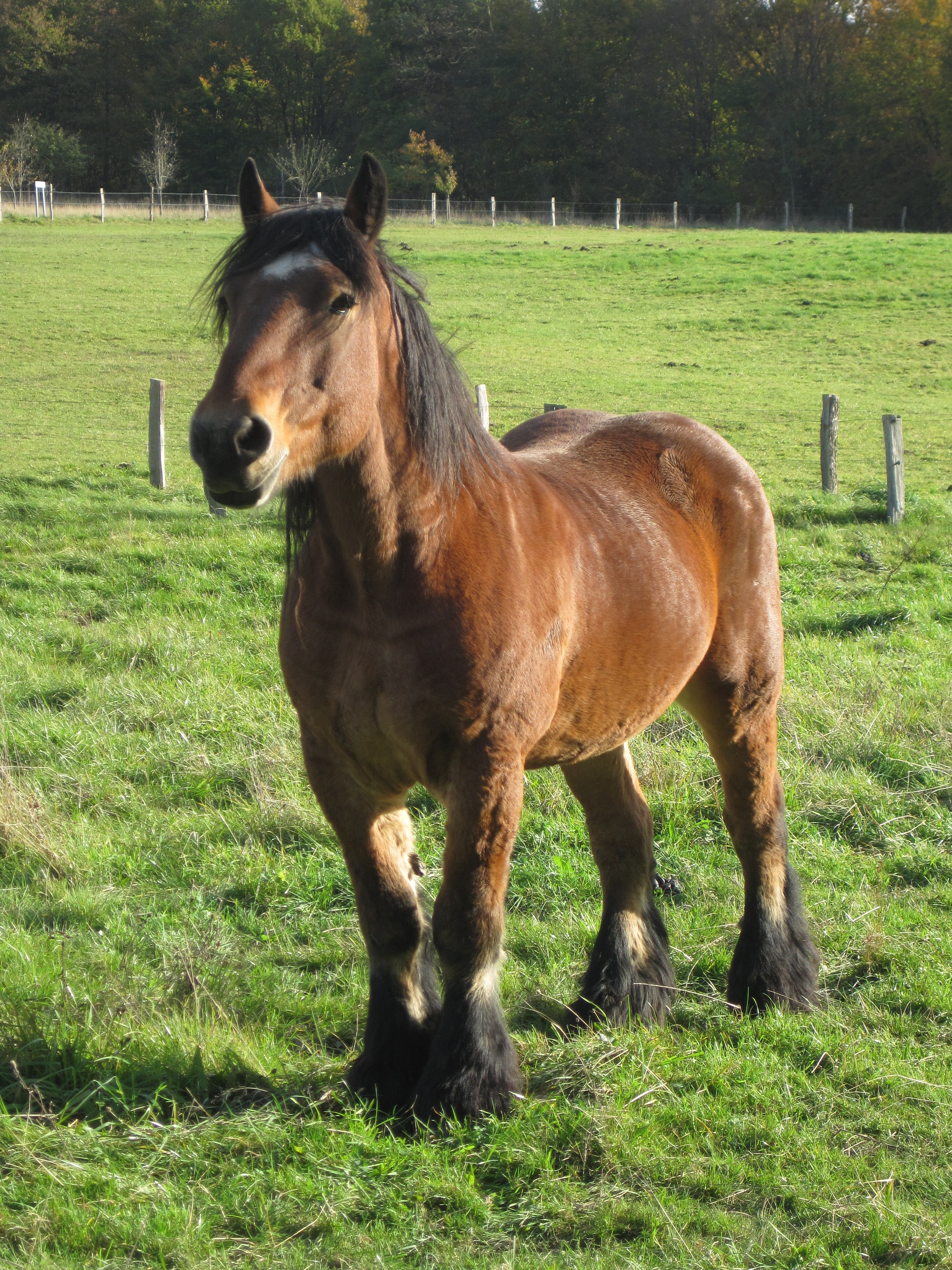
Ardennais
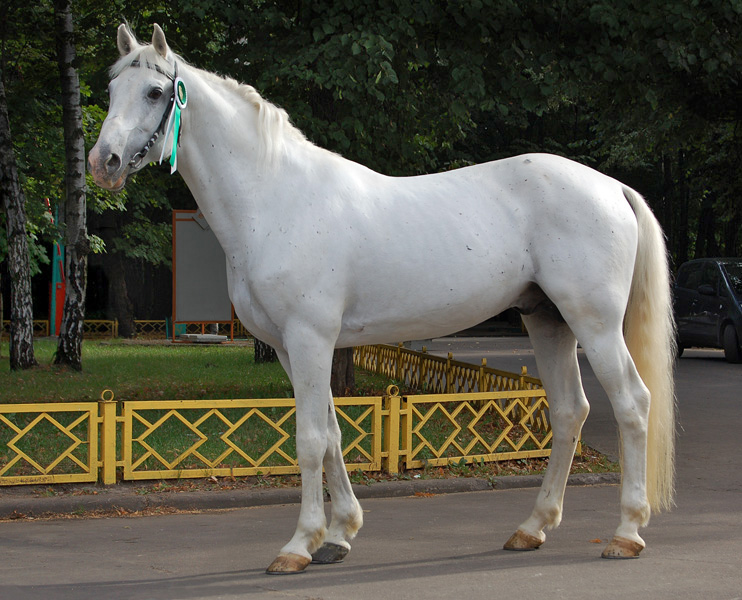
Trotteur Orlov
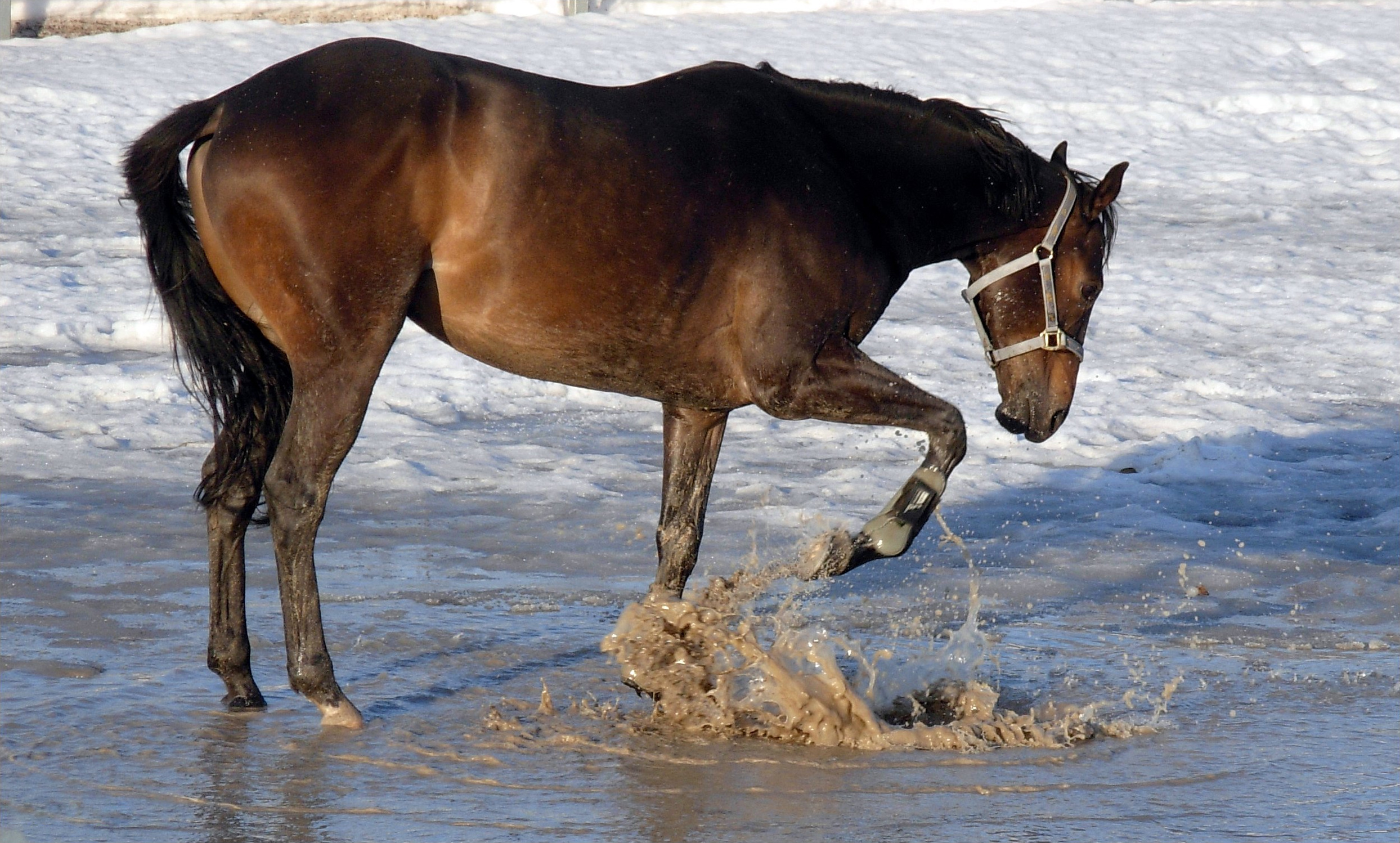
Pur-sang

Huit lignées sont sélectionnées pour former la base de la race lors de sa reconnaissance officielle, en 1975,. En mars 1989, les chevaux du Heilongjiang sont touchés par une grave épidémie de grippe A, qui entraîne une mortalité de plus de 20 %.

## Description
Le Heilongjiang est plutôt grand en comparaison avec les autres chevaux chinois. D'après des données de 1989, il toise 1,50 m pour 300 à 350 kg en moyenne. L'étude de l'université d'Oklahoma donne une fourchette de 1,44 m à 1,52 m, la FAO donnant 1,56 m en moyenne pour les mâles et 1,50 m pour les femelles.
Bien que la conformation se soit modifée, par le passé (selon Caroline Silver), il présentait une grosse tête de chanfrein busqué, accrochée à une encolure d'apparence trop lourde ou trop frêles. Le garrot est bien sorti et le dos long, les sabots solides. Ses crins sont longs et fournis, son ossature est solide. Il existe deux types, un plutôt typé trait (44,5 %) et un typé selle (55,5 %).
La robe est généralement alezane (à 56 %) ou baie, elle peut être isabelle, grise ou blanche.
Il résiste aux maladies et au froid important de sa région, gelée une bonne partie de l'année, tout en étant capable de travailler avec une nourriture pauvre.

## Utilisations
Il est employé à la selle et au trait léger,. Les agriculteurs du Heilongjiang, majoritairement producteurs de blé, recourent toujours au cheval de trait, en combinaison avec les machines à moteur.

## Diffusion de l'élevage
Le Heilongjang appartient aux races « développées » en Chine, c'est-à-dire créées par l'Homme à partir de croisements, et non-natives du pays. En 1981, la FAO donne un chiffre de 25 000 têtes. La population est stable. D'après l'évaluation de la FAO réalisée en 2007, ce cheval n'est pas menacé d'extinction.